# Haworthia enigma
Haworthia enigma är en grästrädsväxtart som beskrevs av M. Hayashi. Haworthia enigma ingår i släktet Haworthia och familjen grästrädsväxter. Inga underarter finns listade i Catalogue of Life.